# 에티오피아의 역사
에티오피아의 역사는 아프리카 국가인 에티오피아의 역사를 설명하는 문서이다. 아프리카에서 가장 오래된 국가 중 하나인 에티오피아 문명의 출현은 수천 년 전으로 거슬러 올라간다. 이주민과 제국의 팽창으로 인해, 암하라인, 오로모인, 소말리인, 티그라이인, 아파르족, 시다마족, 구라지족, 아가우족, 하라리족 등 주로 아프로아시아어족 공동체를 포함하게 되었다.

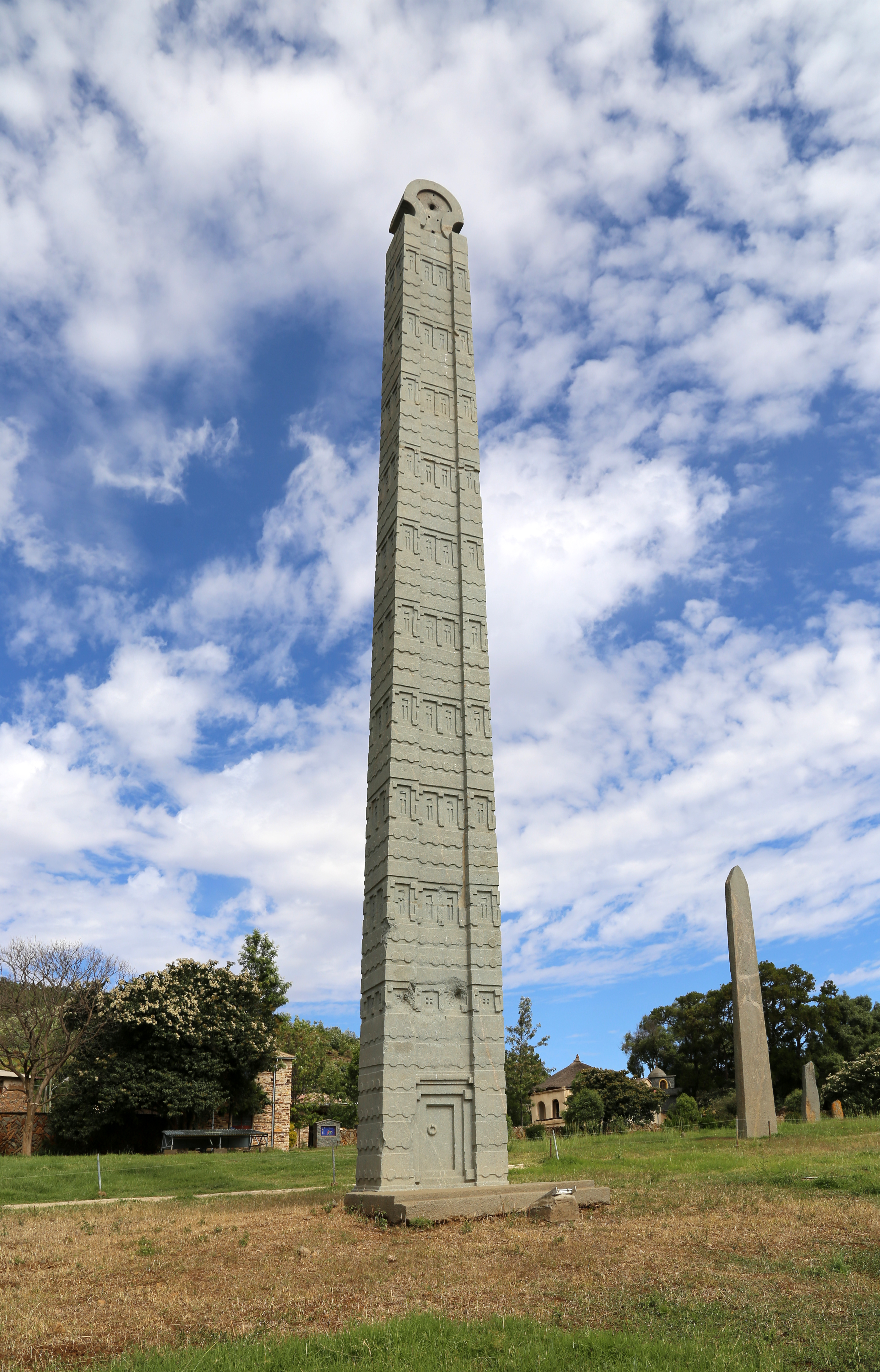
4세기 악숨 왕국의 기독교 이전 비석인 악숨의 오벨리스크

최고조에 달했던 다못 왕국 (기원전 980년~기원전 400년)

기원전 10세기에는 수도를 예하에 두었던 다못 왕국이 있었다. 서기 1세기에 악숨 왕국은 수도인 악숨과 함께 티그라이주에서 권력을 잡았고, 홍해의 주요 강대국으로 성장하여 예멘과 메로에를 정복했다. 4세기 초, 에자나의 통치 기간 동안, 기독교는 국교로 선언되었다. 에자나의 치세는 또한 악숨인들이 자신들을 "에티오피아인"이라고 처음 밝혔을 때이며, 얼마 지나지 않아 필로스토르기우스는 악숨인들을 에티오피아인이라고 부른 최초의 외국 작가가 되었다. 악숨 왕국은 아라비아반도에서 이슬람교의 대두와 함께 쇠퇴하였고, 이는 서서히 기독교 악숨으로부터 무역을 멀어지게 하였다. 이 지역은 결국 고립되었고, 경제는 침체되었고 악숨의 상업적 지배는 끝났다.  악숨 왕조는 13세기에 솔로몬 왕조에 굴복하기 전에 랄리벨라에 새로운 수도를 세운 자그웨 왕조에 자리를 내줬다.솔로몬 시대 초기에, 에티오피아는 아프리카의 뿔을 지배할 수 있도록 군사 개혁과 제국 확장을 거쳤다. 이때 포르투갈 선교사들이 도착했다.
1529년, 아달 술탄국은 아비시니아를 정복하려고 시도했고 초기 성공을 거두었다. 아달은 오스만 제국이 공급한 반면 아비시니아는 포르투갈의 지원을 받았다 1543년까지 아비시니아는 잃었던 영토를 되찾았지만 전쟁은 양측을 약화시켰다. 오로모인들은 아달 술탄국과 아비시니아를 정복하면서 고지대로 확장될 수 있었다. 포르투갈의 주둔군도 증가했고, 오스만 제국도 현재의 에리트레아를 침공해 하베시 에야레트를 만들었다. 포르투갈인들은 에티오피아에 현대식 무기와 바로크 건축물을 들여왔고, 1622년 황제 수세뇨스 1세를 가톨릭교로 개종시켰고, 내전은 그가 퇴위하고 에티오피아에서 모든 가톨릭 신자들을 추방하는 결과로 끝났다. 1632년 곤다르에 새로운 수도가 세워졌고, 18세기 제메네 메사핀트 때 군벌들에 의해 나라가 분열될 때까지 평화와 번영의 시기가 이어졌다.
에티오피아는 1855년 테워드로스 2세 치하에 재통일되었고, 그의 치세는 1889년 요하네스 4세가 전사하였다. 메넬리크 2세 치하에서 에티오피아는 잘 조직된 기술 발전과 현재 국가가 가지고 있는 구조로 변모하기 시작했다. 에티오피아는 또한 서부 오로모, 시다마, 구라주, 월레이타 등의 부족들을 정복함으로써 남쪽과 동쪽으로 확장되었다. 에티오피아는 1876년 이집트의 침략과 1896년 이탈리아의 침략을 물리치고 17,000명의 에티오피아인을 죽였고, 유럽 열강들에 의해 합법적인 국가로 인정받게 되었다. 메넬리크 2세와 하일레 셀라시에는 더욱 빠른 근대화가 이루어졌다. 이탈리아는 1935년에 두 번째 침략을 시작했다. 1935년부터 1941년까지 에티오피아는 이탈리아령 동아프리카에 속했다. 연합군은 1941년 이탈리아를 몰아내는데 성공했고, 하일레 셀라시에는 영국에 망명했던 5년 동안 왕좌에 복귀했다. 에티오피아와 에리트레아는 연합하였으나 1961년 하일레 셀라시에가 연방을 종료하고 에리트레아를 에티오피아의 속주로 만들면서 30년 간의 에리트레아 독립 전쟁이 발발하였다. 에리트레아는 1993년 국민투표 이후 독립을 되찾았다.
하일레 셀라시에는 1974년에 타도되었고 군국주의적 데르그 정권이 권력을 잡았다. 1977년 소말리아가 침공하여 오가덴주를 병합하려 했으나 에티오피아, 소련, 쿠바에 의해 후퇴했다. 1977년과 1978년, 정부는 붉은 테러로 의심되는 수십만 명의 적들을 고문하거나 살해했다. 에티오피아는 1984년 기근으로 100만 명이 사망했고 1991년 데르그강이 멸망한 내전을 겪었다. 이로 인해 멜레스 제나위 휘하의 연방민주공화국이 수립되었다. 에티오피아는 경제가 세계에서 가장 빠르게 성장하는 나라 중 하나가 되었지만 여전히 매우 빈곤한 상태이다. 메켈 분쟁과 티그라이 전쟁을 포함한 에티오피아의 내전은 여전히 진행 중이다.

## 선사 시대
1963년 에티오피아에서 고대 인류에 대한 증거가 발견되었고, 케냐와 탄자니아에서도 비슷한 발견이 있었다. 이 발견은 네덜란드의 수문학자인 제라드 데커에 의해 이루어졌는데, 그는 아와시 근처의 켈라 유적에서 100만년 이상 된 아슐 석기를 발견했다. 그 이후로 많은 중요한 발견들이 에티오피아를 고생물학의 선두로 이끌었다. 에티오피아에서 발견된 가장 오래된 유인원은 1994년 팀 D. 화이트가 발견한 420만 년 된 아르디피테쿠스 라미두스이다. 가장 잘 알려진 유인원은 1974년 도널드 조헨슨이 아파르주의 아워시 계곡에서 발견한 루시로, 지금까지 발견된 가장 완전하고 잘 보존된 성체 오스트랄로피테쿠스 화석 중 하나이다. 루시의 분류명 오스트랄로피테쿠스 아파렌시스는 "아파르의 남쪽 유인원"을 의미하며, 이 발견이 이루어진 에티오피아 지역을 가리킨다. 루시는 320만년 전에 살았던 것으로 추정된다.

## 곤다린 시대
기독교 왕국의 세 번째 영구 수도인 곤다르는 1636년 파실리데스 황제에 의해 세워졌다. 그곳은 제국의 가장 중요한 상업 중심지였다.

## 현대

### 제2차 세계 대전

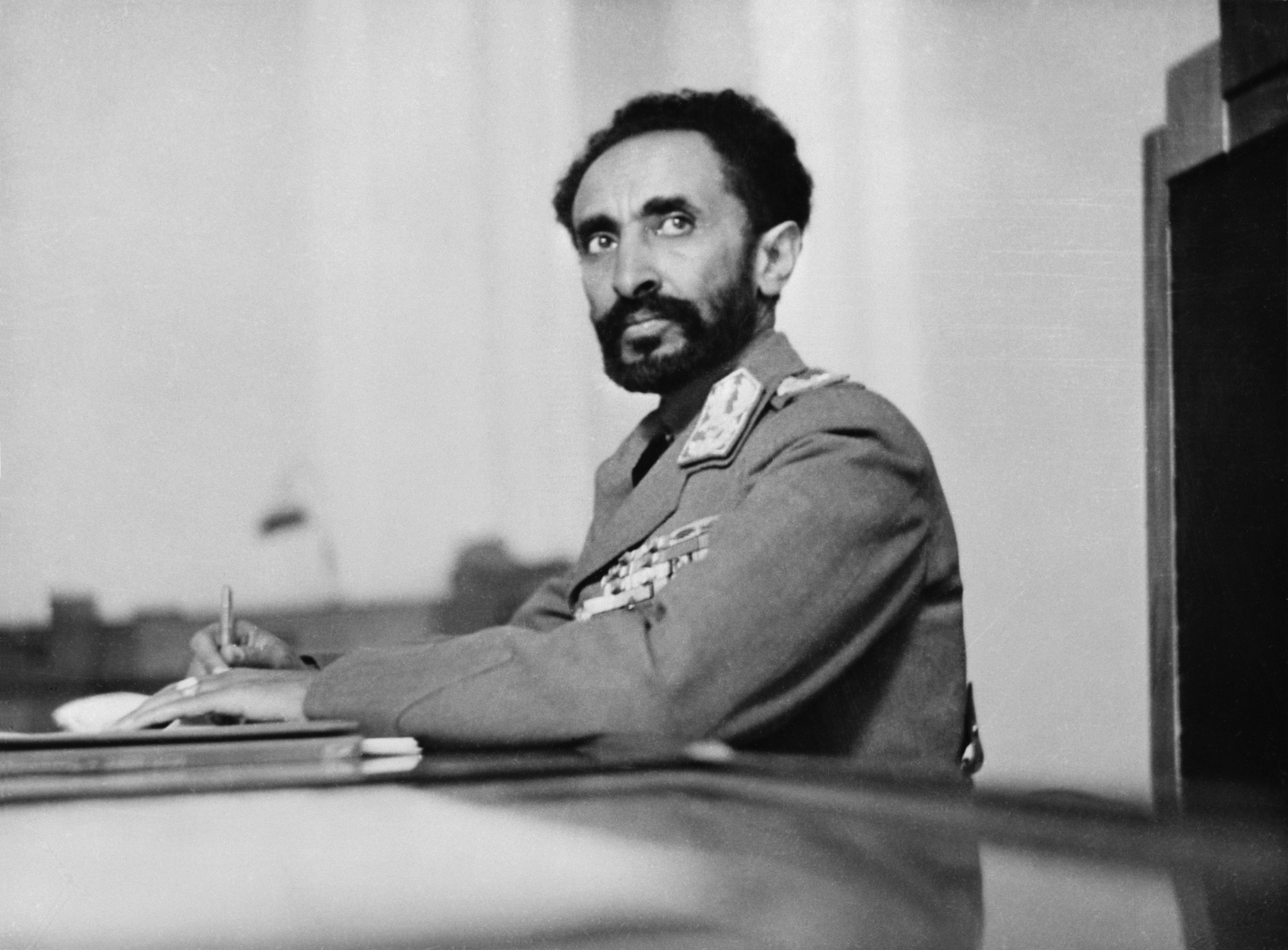
하일레 셀라시에의 에티오피아 황제 통치는 에티오피아 역사상 가장 잘 알려져 있고 아마도 가장 영향력 있는 통치이다.

1941년 봄, 이탈리아는 영국과 연합군(에티오피아군 포함)에게 패배했다. 1941년 5월 5일, 하일레 셀라시에 황제는 아디스아바바에 다시 입성하고 왕위에 복귀했다. 이탈리아군은 1941년 11월 곤다르에서 마지막 진격을 한 후 1943년 여름까지 에티오피아에서 게릴라전을 벌였다. 이탈리아가 패망한 후, 에티오피아는 짧은 기간 동안 영국 군정을 거쳤고, 1944년에 완전한 주권을 회복했다. 에리트레아는 1952년에 에티오피아의 자치령이 되었다.

### 공산주의 시대

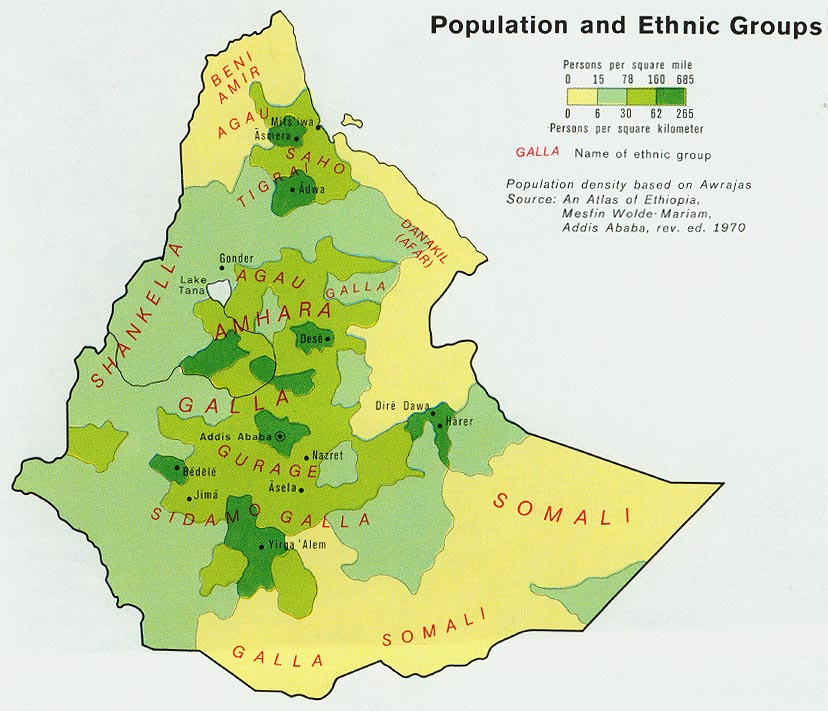
에리트레아가 14번째 주였던 1976년 에티오피아의 인구

1974년 2월에 시작된 국내 소요 기간 후에, 데르그로 알려진 임시 군인 행정 위원회는 1974년 9월 12일 고령의 하일레 셀라시에 황제로부터 정권을 장악했고, 명실상부한 사회주의 정부를 수립했다. 데르그는 두 명의 전 총리와 왕실 의원, 궁정 관리, 장관, 장군을 포함한 59명의 전 정부 구성원을 즉결 처형했다. 하일레 셀라시에 황제는 1975년 8월 27일에 사망했다. 그는 그의 궁전 지하실에서 목이 졸리거나 젖은 베개에 질식했다고 알려져 있다.
멩기스투 하일레 마리암 중령은 그의 전임자 두 명과 수 만 명의 다른 의심스러운 반대자들을 죽인 후 국가원수이자 데르그 의장으로 권력을 잡았다. 새 정부는 지주들의 재산과 교회의 재산을 국유화하는 것을 포함하여 사회주의 개혁을 단행했다. 쿠데타 이전에 에티오피아 농민들의 삶의 방식은 교회 가르침에 의해 철저하게 영향을 받았고, 1년에 280일은 종교적인 축제 또는 휴식일이었다. 멩기스투의 재임 기간은 전체주의 스타일의 정부와 소련과 동구권에 의해 자금이 지원되고 쿠바의 지원을 받은 거대한 군사화로 특징지어졌다. 1976년 12월 모스크바 주재 에티오피아 대표단은 소련과 군사원조협정을 체결했다. 그 다음 1977년 4월 에티오피아는 미국과의 군사원조협정을 파기하고 미국의 군사공관을 추방했다.

### 근세

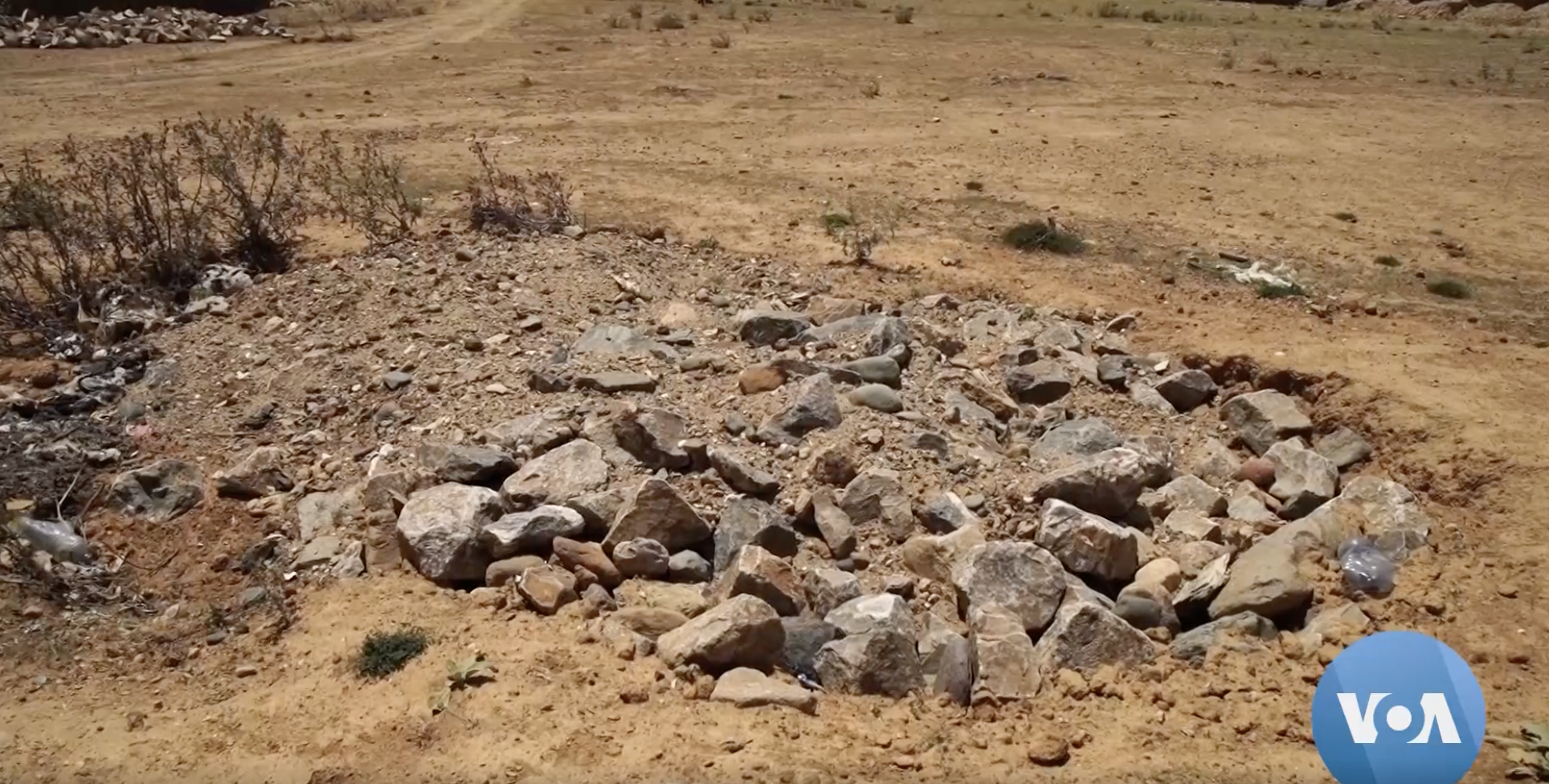
티그라이 전쟁 당시 수많은 민간인 희생자들의 집단 무덤 중 하나

2016년 최대 민족 집단인 오로모에서 온 많은 사람들이 인권 유린과 정치범의 석방을 요구하는 시위가 전국에서 일어났다. 이 시위 이후, 에티오피아는 2016년 10월에 비상사태를 선포했고 2017년 8월에 해제되었다. 2018년 2월 16일 하일레마리암 데살렌 총리가 사임함에 따라 정부는 6개월간의 국가 비상사태를 선포했다. 2018년 4월 2일, 오로모 출신의 아비 아머드가 총리로 임명되었다. 살러워르크 저우데는 에티오피아의 4대 현 대통령이며, 여성으로는 최초의 여성 대통령이다.

## 같이 보기
- 베타 이스라엘
- 화석 인류